# Charles Aman
Charles Aman (* 25. September 1887 in Kansas City; † 9. Januar 1936 ebenda) war ein US-amerikanischer Ruderer.

## Karriere
Aman nahm an den Olympischen Spielen 1904 in St. Louis teil. Hier erreichte er mit seiner Mannschaft vom Mound City Rowing Club im Vierer ohne Steuermann den zweiten Rang und sicherte sich somit Silber.